# Біблійне товариство
Біблійне товариство — некомерційна організація (як правило, екуменічна за складом учасників), присвячена перекладу, публікації, розповсюдженню Біблії за доступними цінами і пропаганді її авторитету і довіри в сучасному культурному житті. Традиційно видання біблійних товариств містять Писання, без будь-яких нотатків або коментарів, але в останні десятиліття цей принцип був дещо ослаблений.

## Історія
Поняття «Біблійне товариство» існує з 1710 року, коли в Галлі (сучасна Німеччина) для поширення дешевих Біблій серед місцевого незабезпеченого населення було засноване перше Біблійне товариство.
У 1804 утворюється Британське та Іноземне Біблійне Товариство (БІБТ) з метою поширення Святого Письма, передусім, в Уельсі. Проте, незабаром БіЗБТ розширює свою діяльність і на інші країни, де з його допомогою засновуються національні Біблійні Товариства: 1813 р. у Росії, 1814 р. в Нідерландах, 1816 р. у США та, згодом, у ряді інших країн світу.
З огляду на величезний розмах, якого набув цей рух, i для об'єднання зусиль виникла ідея утворити єдину світову організацію. Перші спроби втілення цього задуму були здійснені в 30-х роках ХХ ст., однак цьому зашкодила Друга світова війна, i лише у 1946 в Хейвард Хіті (Англія) делегати від 13 товариств утворили Об'єднані біблійні товариства (ОБТ).
На сьогодні існує 145 національних Біблійних Товариств, зусиллями яких ведеться праця з поширення Божого Слова в понад 200 країнах світу. Основні завдання, які ставлять перед собою всі Біблійні Товариства — зробити Боже Слово доступним:
- для кожної людини на її рідній мові
- без жодних коментарів догматичного чи конфесійного характеру
- видрук книг за доступними цінами

## Українське біблійне товариство
На початку XIX століття на території України діяли відділення Російського біблійного товариства, оскільки тогочасні українські землі входили до складу Російської імперії. Відділення Біблійного Товариства були створені у Кам'янець-Подільському (1814 р.), Харкові, Сімферополі та Одесі (1816 р.), у Києві та Володимирі-Волинському (1817 р.), в Чернігові та Полтаві (1818 р.). Усі вони проіснували недовго — до закриття Російського Біблійного Товариства за наказом російського царя Миколи I у 1826 р.
Українське біблійне товариство утворилося 22 червня 1991 року на його Установчій Конференції.
На початок 2010 р. до складу Центрального Правління Українського Біблійного Товариства входять 17 колективних членів